# Distretto di Pilisvörösvár
Il distretto di Pilisvörösvár (in ungherese Pilisvörösvári járás) è un distretto dell'Ungheria, situato nella provincia di Pest.